# Fear of the Dark
Fear of the Dark је девети студијски албум енглеског хеви метал састава Ајрон мејден, издат 1992. године.

## Списак песама
1. „Be Quick or Be Dead“ (Брус Дикинсон, Јаник Герс) – 3:24
2. „From Here to Eternity“ (Стив Харис) – 3:38
3. „Afraid to Shoot Strangers“ (Харис) – 6:56
4. „Fear is the Key“ (Дикинсон, Герс) – 5:35
5. „Childhood's End“ (Харис) – 4:40
6. „Wasting Love“ (Дикинсон, Герс) – 5:50
7. „The Fugitive“ (Харис) – 4:54
8. „Chains of Misery“ (Дејв Мари, Дикинсон) – 3:37
9. „The Apparition“ (Харис, Герс) – 3:54
10. „Judas Be My Guide“ (Дикинсон, Мари) – 3:08
11. „Weekend Warrior“ (Харис, Герс) – 5:39
12. „Fear of the Dark“ (Харис) – 7:18